# 同書
同書（？年—？年），京口駐防蒙古正白旗人，道光元年辛巳恩科舉人，大挑一等。

## 生平履歷
- 道光十九年六月署四川彭縣知縣，二十年九月卸事[2]；
- 道光二十二年(1842年)署四川鄰水縣知縣[3]；
- 道光二十三年署綿竹縣知縣[4]；
- 道光二十三年九月題補，二十四年四月任萬縣知縣[5][6]；
- 咸豐五年署黔江縣知縣[7]；
- 同治元年署峨眉縣知縣[8][9]。